# Büntetőjog

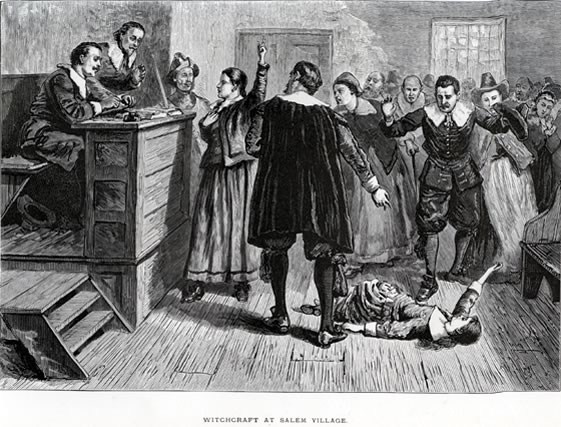
Büntető tárgyalás ábrázolása (Salemi boszorkányperek)

A büntetőjog a jog azon ága, amely meghatározza azokat a közösségellenes, nemkívánatos magatartásokat – társadalomra veszélyes, vagyis materiálisan jogellenes - amelyek tanúsítása, és jogellenességet kizáró tényezők hiánya esetén az elkövetőt büntetőjogi felelősségre vonják és amennyiben bűnös (gondatlanság vagy szándékosság terheli) megbüntetik (büntetés végrehajtási jog). A büntetőjog önálló jogág.

## Fogalma
A büntetőjog alapvetően különbözik a többi jogágtól, szabályozási rendszerét illetően. Míg a többi jogág elsősorban szabályozni próbálja az életviszonyokat, addig a büntetőjog elsődleges feladata az életviszonyok védelme, illetőleg a szabályozott jogviszonyok megsértése esetén gondoskodik a jogsértő személy megbüntetéséről. Mindezen speciális feladatai ellátásához a többi jogághoz képest sokkal erőteljesebb eszközökkel rendelkezik, melyek nagyfokú beavatkozást tesznek lehetővé a jogalanyok életébe.

## Tárgya
A tárgy az a jelenség, amit a büntetőjog véd, illetőleg amit a bűncselekmény támad.

## Története

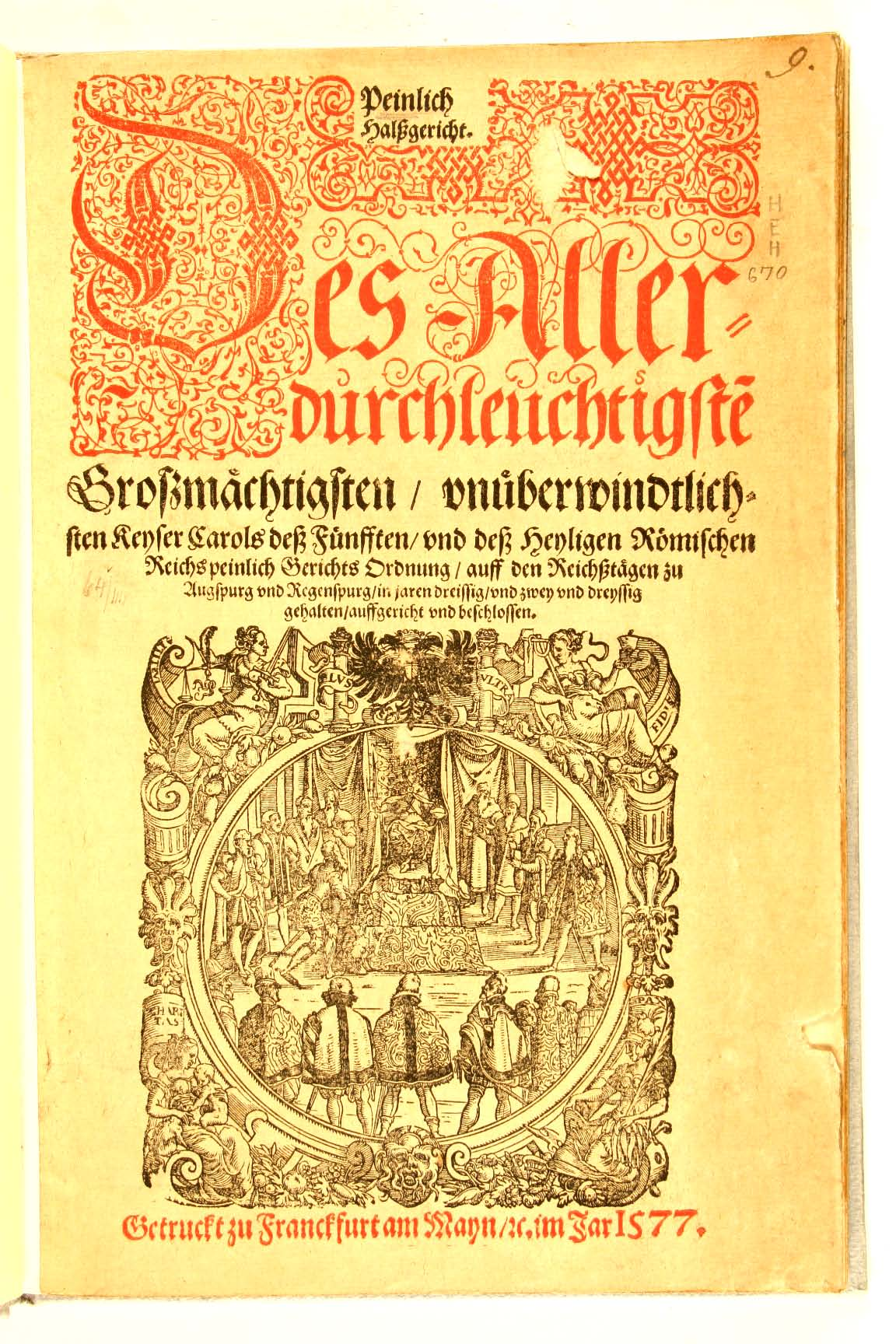
CCC (Imprint: Frankfurt, J. Schmidt. Verlegung Sigmund Feyrabends, 1577)

A korai civilizációk, államok általában nem különült el a polgári és a büntetőjog. Az első ismert törvénykönyveket a sumerek alkották meg. Az I. e. 21. században Ur-Nammu király megalkotott egy korai, 32 szakaszból álló büntetőtörvénykönyvet. Másik fontos korai büntetőjogi emlék Hammurapi törvényoszlopa, amely a babiloni jog alapját alkotta. Ám ezek egyike sem különítette el a büntető normákat a polgári jogi szabályoktól.
A római XII táblás törvények szintén vegyítették a büntető- és civil jogi szabályozási témaköröket, például a rablást birtokháborításként kezelték, és pénzbeli reparációt írtak elő.

### Büntetőjogi iskolák
Az egyes büntetőjogi iskolák között markáns felfogásbeli különbségek mutathatók ki, elsősorban a felelősség megalapozásának kérdésében. Eszerint beszélhetünk determinista vagy indeterminista felfogásokról. Mai büntetőjogunkra legnagyobb hatást a Franz von Liszt vezette közvetítő iskola tételei gyakoroltak.

#### Klasszikus iskola
A más néven dogmatikus, vagy tett- büntetőjogi iskola előfutára Cesare Beccaria volt. A klasszikus iskola a büntetőjog feladatának az írott jog értelmezését, magyarázatát tekintette. A klasszikus iskola a tett-büntetőjogi iskola alapja. Főbb tanításai között említhető a nullum crimen sine lege elve, a felelősséget a bűnelkövető szabad akaratát alapul véve határozza meg (indeterminizmus), ezzel összefüggésben erkölcsi felelősségét hangoztatja. Tanítása szerint a büntetésnek a bűntett súlyához kell igazodnia (proporcionalitás).

#### Kriminál - antropológiai iskola
Vezéralakja Cesare Lombroso börtönorvos volt. Megalkotója a született bűnelkövető fogalomnak: elítéltek körében végzett empirikus vizsgálatai nyomán úgy találta, hogy a bűnelkövetők külső testi jelek (stigmák) illetve a koponya sajátos felépítése alapján azonosíthatóak. Az ezen alapuló elmélete szerint az ezen stigmákkal bíró emberek született bűnelkövetők, a bűnözői hajlamot születésüktől kezdve magukban hordozzák, és ez a hajlandóságuk öröklődik. A bűnözést tehát egy meghatározott kör, a született bűnelkövetők tevékenységének vélte. Bár Lombroso az idők folyamán többször revideálta álláspontját, a született bűnelkövetőkről alkotott következtetését haláláig fenntartotta. Kritikaként fogalmazható meg az iskolával szemben, hogy tételei alapot adhattak a legszélsőségesebb fajirtások igazolására, azonban érdemének tekinthető, hogy a klasszikus iskola tett-központú szemléletével szemben ráirányította a figyelmet a tettes, az elkövető személyében rejlő sajátosságokra.

#### Kriminál – szociológiai iskola
Az antropológiai iskola kritikájaként, bizonyos tekintetben ellenirányzataként született. Tanítása szerint az embert a társadalmi környezet formálja bűnözővé. A bűnözés okai azokban a társadalmi tényezőkben keresendő, melyek az embert bűnözővé formálják. Tehát, a kriminál-antropológiai iskolával megegyezően, ez az iskola is az elkövető személyét helyezi előtérbe, ám a genetikai, veleszületett okok helyett a társadalmi környezet hatásait hangsúlyozza.

#### A „harmadik” iskola
Enrico Ferri jogtudós nézetei alapján felállt "harmadik iskola" szerint a bűnözésnek az elkövetőben rejlő okai és kívülálló okai egyaránt vannak. A kedvezőtlen társadalmi feltételekre adott reakció egyénenként változik. Lényegében ez az iskola a kriminál-antropológiai és a kriminál-szociológiai iskola tanításait ötvözi, indeterminista szemléletet képvisel. Büntetés helyett intézkedésekről beszél, az elkövetőt ki kell vonni a társadalomból, de ezt voltaképpen nem tekinti büntetésnek. Az intézkedés az iskola szerint nem megtorlása a tettnek, hanem az elkövető átalakítását célzó módszer. Az intézkedés alkalmazásánál a kiindulópont az, hogy az ember nevelhető, átalakítható. Az intézkedés mindig határozatlan időre szól, megszüntetése kérdésében a foganatosító szerv véleménye az irányadó.
Az iskola kritikusai (például Magyarországon Földvári József) azonban kihangsúlyozzák, hogy amennyiben a büntetést, mint fogalmat elvetjük, az elkövetőt nem, csak a tettet minősítjük, azzal egyszersmind lemondunk az elkövetővel szembeni erkölcsi helytelenítésről, amely végső soron a büntetőjog felszámolását eredményezné. Egy ilyen lépést azonban a tudomány jelenlegi állása semmivel nem indokol.

#### A közvetítő iskola
A Franz von Liszt nevéhez fűződő közvetítő iskola 1883-ban alakult meg. A tett- és tettes büntetőjogi iskolák között kísérli meg közvetítő álláspont felállítását. Megkülönbözteti az első ízben bűncselekményt elkövetőket és a visszaesőket. Az első ízben bűnözőkkel szemben a klasszikus iskola szerinti tett-arányos büntetést, míg a visszaesőknél intézkedést javasol alkalmazni. Kihangsúlyozza a nullum crimen sine lege és a nulla poena sine lege elvei alkalmazásának fontosságát.
Az iskola foglalkozik külön először az elmebeteg bűnözőkre és a fiatalkorúakra vonatkozó külön szabályozás kérdéseivel.

#### Neoklasszikus iskola
Az új társadalmi irányzat (neoklasszikus iskola) a második világháború után jelent meg, részben anyagi jogi, részben eljárásjogi szempontokat tárgyalva. Az egyén erkölcsi felelősségét emeli ki és humánus jelszavakat hangoztat. Prevenciós szemléletű: elsősorban a bűncselekmény elkövetésének a megelőzésére és az elkövető társadalomba való visszavezetésére (rehabilitáció) helyezi a hangsúlyt. Kihangsúlyozza, hogy a büntetőeljárás során alapvető jelentősége van az elkövető személyiségének vizsgálatának, ezért a nyomozás szakaszában pszichológus szakértő bevonását tartja szükségesnek. Mindezek az egyénnel szembeni legmegfelelőbb büntetés kiszabása miatt indokoltak.

## Alapelvek
A büntetőjog egészét átható elvi tételeket nevezzük a büntetőjog alapelveinek.

### Az ártatlanság vélelme
Az ártatlanság vélelme jelenti azt, hogy amíg az elkövető bűnösségét jogerős ítélet nem állapítja meg, vele szemben nem lehet a bűnösséghez rendelt jogkövetkezményeket alkalmazni. Fontos kiemelni, hogy ezen alapelv – a köznapi nyelvben elterjedt értelmezéssel szemben – nem azt jelenti, hogy ártatlannak vélnénk a bűncselekmény feltételezett elkövetőjét, hiszen ha valakit ártatlannak vélelmezünk, okunk sincsen arra, hogy vele szemben eljárást folytassunk. A gyanúsított esetében éppen azért indul eljárás, mert alapos okkal feltételezhető, hogy a bűncselekményt ő követte el. Ennek a feltételezésnek a bizonyítása a nyomozati, bírósági eljárás célja. Az ártatlanság vélelme tehát csupán az alaki jogkövetkezményekre vonatkozik.

### Nullum crimen sine lege, nulla poena sine lege
A nullum crimen sine lege jelentése: nincs bűncselekmény törvény nélkül (latin). A nullum crimen sine lege jelenti azt, hogy amit törvény nem nyilvánít büntetendőnek, azt nem lehet bűncselekménynek tekinteni.
A nulla poena sine lege jelentése: nincs büntetés törvény nélkül (latin). A nullum crimen elvéhez kapcsolódóan, a nulla poena elve azt mondja ki, hogy a bűncselekményekre csakis a törvényben meghatározott büntetési tételek alkalmazhatóak. Jelenti ez azt is, hogy ezeket a büntetéseket is csak a törvényben szabályozott módon lehet alkalmazni.
A két elvhez négyféle alkalmazási szabály társul:
- Nullum crimen/nulla poena sine lege praevia: a visszaható hatály tilalma
- Nullum crimen/nulla poena sine lege certa: a pontos törvényi meghatározottság követelménye
- Nullum crimen/nulla poena sine lege scripta: az írott törvények követelménye
- Nullum crimen/nulla poena sine lege stricta: a normaszöveghez való kötöttség elve

### Az analógia tilalma
Az analógia problémáját az a helyzet veti fel, mikor a törvényhozó két hasonló életviszony közül az egyiket szabályozta, míg a másikat szabályozás nélkül hagyta, és a jogalkalmazó a nem szabályozott életviszonyra – a hasonlóság okán – a másik, szabályozott életviszonyra vonatkozó szabályozást alkalmazza. Ez azonban ellentétes lenne a büntetőjog másik elvével, a nullum crimen sine lege elvével, amely szerint amit a törvényhozó nem minősített törvényben bűncselekménynek, azt nem lehet bűncselekménynek tekinteni. A büntetőjogban ennélfogva bármiféle analógia alkalmazása tilos.

### Anyagi jogi legalitás elve
Ez az alapelv a biztosítéka annak, hogy az elkövetőt is megillessék mindazok a jogok, amelyeket az adott állam magasabb rendű szabályozása, s nemzetközi jog emberi jogokként elismernek. Megjelenése alapvetően a felvilágosodás idejéhez köthető. Napjainkban esetleges korlátozása vethet fel kérdéseket (pl. terrorcselekmények esetében).

### A szubszidiaritás elve
A szubszidiaritás azt a követelményt fejezi ki, hogy a büntetőjog alapvetően ultima ratio legyen, az alkalmazására csak akkor kerüljön sor,  szubszidiárius (kisegítő) jelleggel, ha más jogágban található eszközökkel a büntetőjog által védett életviszonyok védelme nem megoldható. Ezen alapelv érvényesülésének előfeltétele az is, hogy az egyes jogágak szankciórendszerükben egymásra épüljenek. Az alapelv szűkebb értelmezése magában foglalja azt is, hogy a büntetőjogi eszközökön belül is először az enyhébb eszközök alkalmazására kerüljön sor.

### Bűnfelelősség alapelve, nulla poena sine culpa
Tartalmazza azt, hogy csakis a bűnösen tanúsított magatartásért legyen felelősségre vonható az elkövető. Az elven belül két dogmatikai felfogás mutatható ki:
- Az elkövető bűnössége a cselekmény minősítését határozza meg. Ez a változat elterjedt jelenleg Magyarországon.
- Az elkövető bűnössége meghatározza a büntetés mértékét. Ez a változat főként a nyugat-európai jogrendszereket jellemzi.

A két felfogás között közeledés figyelhető meg az utóbbi időben.

### Felelősség differenciáltságának elve
Az alapelv számos ponton tettenérhető a jogi szabályozásban (pl. bűncselekmények bűntettekre és vétségekre osztása, fiatalkorú és felnőttkorú bűnelkövető közötti különböztetés stb.).

### A büntetőjog ultima ratio jellege
Lényege, hogy a büntetőjogot csak akkor lehet alkalmazni, ha rajta kívül más, enyhébb eszközök nem vehetők igénybe vagy eredménytelenek. A büntetőjog tehát csak kisegítő jellegű lehet, a legvégső esetben a legutolsó eszköz. Ezt az elvet az Alkotmánybíróság a 30/1992. (V. 26.) Ab. határozatában el is ismerte.

## Jogszabálytan

### A büntetőjog forrásai
A büntetőjog forrásai lehetnek:
- Nemzetközi szerződés: Magyarország, az Alaptörvényben vállalt kötelezettségének megfelelően biztosítja a vállalt nemzetközi kötelezettségek betartását, megteremti a belső jog összhangját. Mindez jelentősen kihathat a büntetőjogra is, például a halálbüntetést elvető nemzetközi kötelezettségvállalás formájában
- Magyarország Alaptörvénye
- Az Alkotmánybíróság határozatai, azok rendelkező része tekintetében, mivel jogszabályokat semmisítenek meg (az indoklás nem jogforrás)
- A hatályos büntető törvénykönyv, a 2012. évi C. törvény. A bűncselekményeket, a büntetéseket, a büntetés-végrehajtást és a büntetőeljárást, a nullum crimen és a nulla poena elveinek megfelelően csak törvényben lehet szabályozni.
- A Népköztársaság Elnöki Tanácsának törvényerejű rendeletei, amelyek még hatályban vannak
- Rendeletek, egyéb alacsonyabb szintű jogszabályok, amennyiben azok keretjogszabályokat töltenek ki (pl. a KRESZ)
- A Kúria határozatai, elvi döntései és irányelvei (bár ezek nem igazi források, sokkal inkább jogértelmezési iránymutatások új tényállásokat nem fogalmazhatnak meg, nem folytathatnak kriminalizációs tevékenységet)

A Kúria (korábbi nevén Legfelsőbb Bíróság) Büntető Kollégiumának állásfoglalásai, bár nem bírnak ugyan jogforrási erővel, de hatásuk az igazságszolgáltatásra tagadhatatlan. A szokásjog jogforrási erejét modern államok büntetőjogában semmiképpen sem ismerhetjük el (történelmileg jelentős hatása volt).
Érdekes problémát vetnek fel a keretjogszabályok: a nullum crimen elvének megfelelően csakis az lehet bűncselekmény, amit törvény annak minősít. A keretjogszabályok azonban lehetőséget adnak ennek az elvnek az áttörésére: például egy árdrágítási büntetőügyben attól függhet a bűncselekmény megvalósulásának kérdése, hogy egy kapcsolódó jogszabály miként állapítja meg a büntetendő árdrágítás mértékét. Ez a kapcsolódó jogszabály azonban törvénynél alacsonyabb szintű is lehet, például miniszteri rendelet. Ezért a jogtudomány álláspontja szerint az ilyen fajta keretjogszabályok ellentétesek a nullum crimen elvével. Ahogy Földvári József jogtudós fogalmaz: „lehet, hogy nehézkes, de nincs más út, mint a külön törvény alkotása.”

### A büntető törvény

#### A büntető törvény hatálya
- Időbeli hatály: a bűncselekményt az elkövetése idején hatályban lévő büntető törvény szerint kell elbírálni. Ha a cselekmény elbírálásakor hatályban lévő új büntető törvény szerint a cselekmény már nem bűncselekmény, vagy enyhébben bírálandó el, akkor az új büntető törvényt kell alkalmazni. Az új büntető törvényt visszaható hatállyal kell alkalmazni a nemzetközi jog általánosan elismert szabályai alapján büntetendő cselekmény elbírálásakor, ha az az elkövetés idején a magyar büntető törvény szerint nem volt büntetendő.

A ma hatályos Btk. 2013. július 1-jén lépett hatályba, tehát az ezután elkövetett bűncselekményeket kell ennek alapján elbírálni, illetve azokat a korábban elkövetett bűncselekményeket, amelyek az időbeli hatály szabályainak megfelelően enyhébben minősülnek.
- Területi és személyi hatály: a magyar büntető törvényt kell alkalmazni a belföldön elkövetett bűncselekményre, a Magyarország területén kívül tartózkodó magyar felségjelű úszólétesítményen vagy magyar felségjelű légi járművön elkövetett bűncselekményre, illetve a magyar állampolgár által külföldön elkövetett olyan cselekményre, amely a magyar törvény szerint bűncselekmény.

A magyar törvényt kell alkalmazni a nem magyar állampolgár által külföldön elkövetett bűncselekményre is, ha az a magyar törvény szerint bűncselekmény, és az elkövetés helyének joga szerint is büntetendő; vagy állam elleni bűncselekmény (kivéve a szövetséges fegyveres erő ellen elkövetett kémkedést); tekintet nélkül arra, hogy az az elkövetés helyének törvénye szerint büntetendő-e; emberiesség elleni vagy háborús bűncselekmény, vagy egyéb olyan bűncselekmény, amelynek üldözését törvényben kihirdetett nemzetközi szerződés írja elő. Ugyancsak a magyar törvényt kell alkalmazni a magyar állampolgár, a magyar jog alapján létrejött jogi személy és jogi személyiséggel nem rendelkező egyéb jogalany sérelmére nem magyar állampolgár által külföldön elkövetett olyan cselekményre is, amely a magyar törvény szerint büntetendő. A büntetőeljárás megindítását ezekben az esetekben a legfőbb ügyész rendeli el.

#### A büntető törvény szerkezete
A Büntető Törvénykönyv két jól elkülöníthető részből épül fel, az általános részből és a különös részből.
A büntetőjog általános része tartalmazza azokat az alapelveket, definíciókat, szabályozásokat, amelyek minden bűncselekmény elkövetése esetében felmerülhetnek. A Különös Rész tartalmazza az egyes bűncselekmények felsorolását, valamint az általános részben meghatározott körülményekkel való minősítést.
A büntetőjog különös része egy történetileg kialakult kategória. A magyar Büntető törvénykönyv második fele, amelyben az egyes bűncselekmények tételes felsorolása található, és a hozzájuk tartozó büntetési tétel. A Különös rész értelmezéséhez feltétlenül szükséges az általános rész] ismerete is, mivel abban szerepelnek azok az alapelvek, szabályozási módok, amelyek az egyes bűncselekmények értékeléséhez feltétlenül szükségesek.

#### A büntető törvény értelmezése
A jogszabály értelmezésének célja a jogszabályban megnyilvánuló törvényhozói akarat pontos tartalmának a megállapítása, ami a büntető jogszabályok helyes alkalmazásának alapvető feltétele.
A jogszabály értelmezésnek két alapvető tétele:
- Az értelmezésnél a törvényesség követelménye sérthetetlen. A jogszabály értelmezése során soha nem lehet a törvény szövegével ellentétben álló következtetésre jutni.
- Az értelmezés soha nem válhat jogalkotássá; az értelmezés nem mehet túl a törvényhozói akarat feltárásán.

A értelmezés módszerei:
1. nyelvtani: A nyelvtani vagy grammatikai értelmezés során az értelmezést végző a jogszabály tartalmát a nyelvtan szabályinak segítségével kísérli meg feltárni.
2. logikai: logikai értelmezés esetén a formális logika szabályai alkalmazandóak. Példa lehet a logikai értelmezésre a kevesebbről a többre következtetés, miszerint ha viszonylag enyhébb bűncselekmény büntetendő, büntetendő a nála súlyosabb is, vagy ennek ellenkezője, többről a kevesebbre: ha a súlyosabb eset nem von maga után büntetést, akkor logikailag az enyhébbnek sem szabad.
3. rendszertani: ennek két válfaja a horizontális és a vertikális értelmezés. Horizontális értelmezésnél a büntetőjogszabály a jogrendszerben elfoglalt helyéből vonnak le következtetést a tartalmára nézve. A vertikális értelmezés esetében az értelmezési folyamatot a teljes jogrendszer figyelembevételével végzik: más jogágban, vagy a jogforrási hierarchiában más helyen elhelyezkedő normákat is bevonnak az értelmezési folyamatba.
4. történeti: a jogszabály keletkezésének és fejlődésének történelmi, társadalmi körülményeiből következtet annak valós tartalmára.
5. cél szerinti (teleologikus): a jogi norma szabályozásának célját veszi alapul a jogalkotó akaratának feltárásához.

Az értelmezés alanya bárki lehet, aki a jogszabály értelmezését végzi. Abból a szempontból azonban, hogy az értelmezésnek közkötelező ereje van-e, a következő kategóriák állíthatók fel az értelmezés alanyai szerint:
1. Jogalkotói értelmezés: ebben az esetben a jogszabály értelmezését maga a jogalkotó szerv végzi el. Ennek közkötelező ereje van: az így megállapított jogszabály értelme mindenkire nézve kötelező. Kiemelendő azonban, hogy a törvényekhez kapcsolódó miniszteri indoklás nem tartozik e körbe, az fajtáját tekintve jogirodalmi értelmezés.
2. Jogalkalmazói értelmezés: a büntető ügyekben eljáró nyomozó hatóság, ügyészség és bíróság végzi. Ennek is közkötelező ereje van, de csak abban a konkrét ügyben, amelyre vonatkozik.
3. Tudományos (jogirodalmi) értelmezés: Közkötelező ereje egyáltalán nincs, azonban a jogtudomány művelői által végzett jogszabályértelmezések a jogalkotói és jogalkalmazói munkát nagyban segítik. A tudomány feladata, hogy a törvényileg meg nem állapított fogalmakat meghatározza, kidolgozza, vagy pontosítsa.

Az értelmezés eredménye lehet:
1. Megállapító: abban az esetben, amikor az értékelést igénylő tényállási elemek meglétéről vagy hiányáról kell dönteni, a jogszabály alkalmazási köre egybeesik a látszólagossal.
2. Megszorító: amikor a jogszabály alkalmazási körét a látszólagosnál szűkebben állapítják meg. .
3. Kiterjesztő: ebben az esetben a jogszabály alkalmazási körét a látszólagosnál tágabban állapítják meg.

Analógiáról beszélünk akkor, amikor valamely emberi magatartást a jogszabály nem szabályoz, csak egy hozzá hasonló magatartást, és a jogalkalmazó az erre vonatkozó jogszabályt alkalmazza a nem szabályozott, de hozzá hasonló magatartásra is. A jogalkalmazó ebben az esetben a jogszabály alkalmazási körét olyan esetre terjeszti ki, amelyre az nem vonatkozik.
A büntetőjogban soha nem kerülhet sor analógiai alkalmazására, amely a büntetőjog egyik alapelvéből, a nullum crimen sine lege elvéből eredő alaptétel.

## A bűncselekmény tana

### A bűncselekmény fogalma
Bűncselekmény az a szándékosan vagy - ha a törvény a gondatlan elkövetést is bünteti - gondatlanságból elkövetett cselekmény, amely veszélyes a társadalomra, és amelyre a törvény büntetés kiszabását rendeli.
A bűncselekmény bűntett vagy vétség.
Bűntett az a szándékosan elkövetett bűncselekmény, amelyre a törvény két évi szabadságvesztésnél súlyosabb büntetés kiszabását rendeli el. Minden más bűncselekmény vétség.

### Társadalomra veszélyesség
Btk. 4. § (2) Társadalomra veszélyes cselekmény az a tevékenység vagy mulasztás, amely mások személyét vagy jogait, illetve Magyarország Alaptörvény szerinti társadalmi, gazdasági, állami rendjét sérti vagy veszélyezteti.

### Tényállásszerűség
Hogy megállapíthassuk, bűncselekmény történt-e, elsősorban meg kell vizsgálni, a cselekmény kimerítette-e bármely törvényi tényállás kereteit, mivel a bűncselekménynek mindig tényállásszerű cselekménynek kell lennie. A törvényi tényállás azoknak a tényeknek halmaza, melyeket a különös részi büntetőnorma tartalmaz és a tettes valósít meg.
A törvényi tényállás nem értékel, azonban objektív (a magyar jogrendszerben a társadalomra veszélyesség) és szubjektív (tettes-tudati ismérvek: szándékosság-gondatlanság) elemeket egyaránt tartalmaz. Az Általános rész szabályai közül kizárólag azok vesznek részt a tényállásszerűség befolyásolásában, melyekre a törvényi tényállás utal (például a magyar jogrendszerben a gondatlanság büntetendőségére a Btk. mindig külön utal).

### Bűnösség
A bűnösség a Btk. szerint elsősorban: a szándékosság és gondatlanság (pszichológiai felfogás), míg az axiológiai, vagyis érték elvű felfogásnál az érték ítéleten van a hangsúly, tehát azon, hogy az elkövetőnek felróható a cselekmény. Bűnösség hiányában a büntetőjogi felelősség megállapítására nem kerülhet sor. Ugyanis, ha az elkövető bár elkövette a Büntető törvény különös részi tényállásában megfogalmazottakat, és a jogellenesség sem állapítható meg, tehát van védett jogtárgy amelyet sért a cselekmény, de nincs bűnösség, tehát sem gondatlanság, sem szándékosság nem áll fenn, akkor az elkövető nem büntethető.

### A bűncselekmény
A bűncselekmény az a szándékosan vagy gondatlanságból elkövetett cselekvés, amely veszélyes a társadalomra és amelyre a törvény büntetés kiszabását rendelheti.
A bűncselekmény három eleme tehát:
-Tényállás szerűség (büntetendőség)
-Társadalomra veszélyesség (materiális jogellenesség)
-Bűnösség (szándékosság/ gondatlanság).
Bármely elem hiányzik, nem beszélhetünk bűncselekményről.

### A büntetés
A bűncselekmény elkövetése miatt a törvényben meghatározott joghátrány. Büntetést kizárólag bűncselekmény elkövetése miatt, törvényes eljárásban szabhat ki a bíróság (Balogh Á. - Hornyák Sz.: A büntetőjog alapjai)

#### Büntetések
2012. július 1-jétől átalakult a szankciórendszer. Addig ugyanis főbüntetések, mellékbüntetések és intézkedések léteztek. Az új rendszer némiképp átalakította ezt a szisztémát, a főbüntetéseket ugyanis átnevezte büntetésekké, és a mellékbüntetések közül többet áthelyezett ide. Mellékbüntetéseket önállóan nem lehet kiszabni, korábban erre lehetőség volt.
- Szabadságvesztés (határozott ideig vagy életfogytig)
- Elzárás
- Közérdekű munka
- Pénzbüntetés
- Foglalkozástól eltiltás
- Járművezetéstől eltiltás
- Kitiltás
- Sportrendezvények látogatásától való eltiltás
- Kiutasítás

Ha a bűncselekmény büntetési tételének felső határa háromévi szabadságvesztésnél nem súlyosabb, szabadságvesztés helyett elzárás, közérdekű munka, pénzbüntetés, foglalkozástól eltiltás, járművezetéstől eltiltás, kitiltás, sportrendezvények látogatásától való eltiltás vagy kiutasítás, illetve e büntetések közül több is kiszabható.
A 2004. évi III. törvény értelmében a halálbüntetést minden körülmények között véglegesen eltöröltük. 1984 és 1993 között pedig létezett az ún. szigorított javító-nevelő munka.

#### Mellékbüntetések
- Közügyektől eltiltás

Az ide tartozó szankciók köre már 2010 májusától átalakult, s a foglalkozástól eltiltás, a járművezetéstől eltiltás és a kiutasítás immár büntetés lett. A pénzmellékbüntetést pedig hatályon kívül helyezték.
A 2001. évi CXXI. törvény hatálybalépéséig a vagyonelkobzás is mellékbüntetés volt, azonban azóta átkerült az intézkedések körébe.

#### Intézkedések
- Megrovás
- Próbára bocsátás
- Jóvátételi munka
- Kényszergyógykezelés
- Elkobzás
- Vagyonelkobzás
- Pártfogó felügyelet
- Elektronikus adat végleges hozzáférhetetlenné tétele
- Jogi személlyel szemben alkalmazható intézkedések (jogi személy megszüntetése, jogi személy tevékenységének korlátozása, pénzbírság)
- Fiatalkorúakkal szemben javítóintézeti nevelés

1974 és 1989 között létezett az ún. szigorított őrizet is, mely azonban nem váltotta be a hozzá fűzött reményeket. 1978 és 2010 között pedig létezett az alkoholisták kényszergyógyítása, mely szintén nem volt alkalmas céljának elérésére, ezért megszüntették. Érdekesség, hogy ezen törvényi rendelkezés kiterjedt volna a kábítószerélvező személyek kényszergyógyítására is, az 1987. évi III. törvény alapján azonban egy külön jogszabály rendelkezett volna erről, amely soha nem született meg.